# باغ میکی
باغ میکی (به انگلیسی: Mickey's Garden) محصول سال ۱۹۳۵ در والت دیزنی یک انیمیشن کوتاه به کارگردانی ویلفرد جکسون می‌باشد. در انیمیشن‌های میکی ماوس این نخستین اثر رنگی است که میکی ماوس در آن سخن می‌گوید.

## منتشر شده
- 1935 - theatrical release
- 1988 - Mickey's 60th Birthday
- 2001 - Mickey Mouse in Living Color: Cartoon No. ۲